# Каменка 2 (стоянка)
Каменка 2 (Евсеева Гора) — многослойное поселение, открытое в 1989 году археологическим отрядом Бурятского института общественных наук СО РАН под руководством Л. В. Лбовой в Заиграевском районе Республики Бурятии северо-восточнее села Новая Брянь. Состоит из четырёх культурных горизонтов, самый древний из которых датируется неолитическим временем (6—4,5 тыс. лет назад). Недалеко от поселения были открыты могильники, относящиеся к культуре плиточных могил позднего этапа (саянтуйский) и культуры хунну.
Является объектом культурного наследия России федерального значения.

## Географическое положение

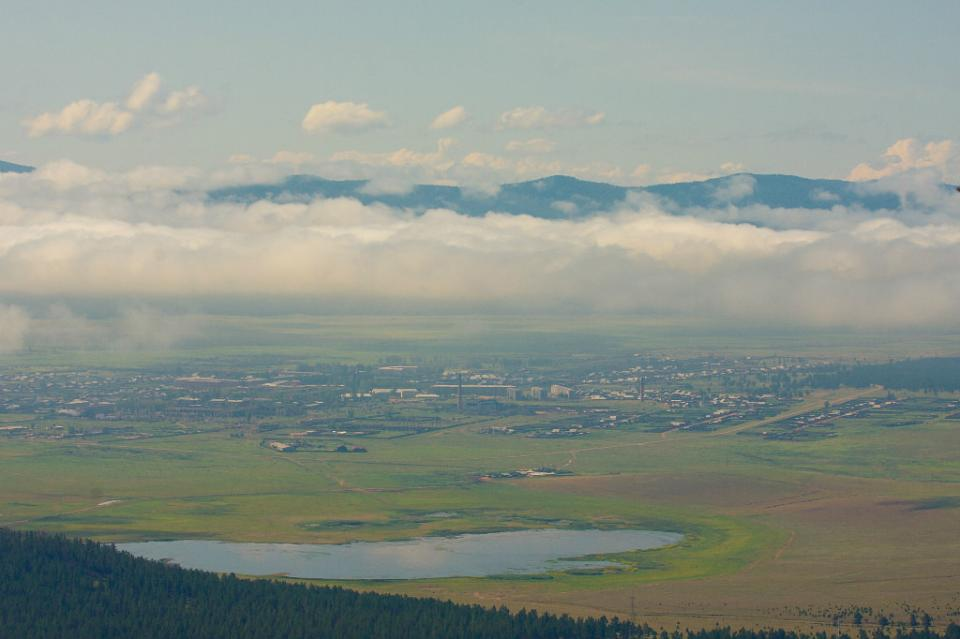
Озеро Гнилище, на заднем плане село Новая Брянь

Поселение расположено в 3—3,5 км северо-восточнее села Новая Брянь Заиграевского района Республики Бурятии (58 км на юго-восток от города Улан-Удэ), на запад от автомобильной трассы Заиграево — Новая Брянь, на северном побережье озера Гнилище у Евсеевой Горы, в интервале 5—17 м над уровнем реки Брянки.
Могилы, относящиеся к могильнику-1, располагаются на седловинах и юго-восточном, южном и западном склонах горы Каменка, на высоте 70—80 м от уровня реки Брянки. Часть могил, отнесённых к могильнику-2, расположены с северо-западной стороны озера Гнилище, на границе лесостепи, на высоте от 10 до 25 м от уровня реки.

## История исследований
Поселение было открыто в 1989 году археологическим отрядом Бурятского института общественных наук СО РАН под руководством археолога Л. В. Лбовой, который вёл неподалёку раскопки верхнепалеолитического поселения Каменка 1. В 1990 году этим же отрядом были открыты могильник-1 и могильник-2, расположенные рядом с поселением Каменка 2. В 1992 году четыре средневековых погребения на могильнике-1 были раскопаны сотрудником Бурятского института общественных наук СО РАН Н. В. Именохоевым, в этом же году одну плиточную могилу на этом могильнике раскопал Э. Р. Гречищев. В 1993—1994 годах Э. Р. Гречищевым на могильнике-2 было раскопано две плиточные могилы.
В 2010 году памятник был обследован археологическим отрядом Бурятского научно-производственного центра по охране и использованию памятников истории и культуры под руководством Б. А. Базарова.
Состоит на государственной охране в соответствии с Постановлением Правительства Республики Бурятия № 242 от 9 июля 1996 года. В едином государственном реестре объектов культурного наследия (памятников истории и культуры) народов Российской Федерации приказом Министерства культуры РФ № 111310-р от 3 октября 2017 года поселение Каменка 2 зарегистрирован как объект культурного наследия федерального значения «Новая Брянь. Поселение — II. Каменка — II», с присвоением ему регистрационного номера 031741020370006.

## Поселение
В первом слое было раскопано 79 фрагментов керамики, которые характеризуются смешанностью признаков двух культур: культуры плиточных могил позднего этапа (саянтуйский) и культуры хунну. Керамика простой формы преобладает над керамикой с прямым дном, 85 % и 15 % соответственно. Керамика изготовлена из красной железистой глины, которая добывалась здесь же. В качестве отощителя использовался кварцевый песок и органика. Использовались два вида технологии изготовления: первая — техника формовки (70 % изделий), заключающеюся в выколачивание с помощью лопаточки и двойного обжига и вторая — изготовление на гончарном круге с двойным обжигом в окислительно-восстановительном режиме. Основная часть керамики гладкостенная, на некоторых в редком случае встречался технический декор с внешней стороны. В орнаментике преобладал налепной, треугольный в сечении валик, с насечками и без таковых. Практиковались насечки по транзитной зоне, расположенные линейно или в несколько рядов. Венчики овальные, внешне асимметричные, с насечками по внешней стороне или прямые. Возраст культурного комплекса находится в интервале от 2,3 до 1,8 тыс. лет назад.
Во втором культурном горизонте были зафиксированы частые очажные линзы, мощностью до 5—6 см в диаметре и обломки глыб гранита — остатки очаговых обкладок. Очаги располагались довольно плотно — один очаг на 1 м². Археологические находки малочисленные, но достаточно выразительны. Остеологический материал представлен остатками доместицированных животных (лошадь, овца), кости фрагментированы. Керамические находки представлены фрагментами сосудов простых и сложных форм, изготовленных методом выколачивания, двойного обжига, с внешней и внутренней стороны фрагменты затёрты мягким материалом наподобие меха, иногда сохранялся штриховой декор, по тулову и зоне транзита нанесён штамп концентрических кругов и полуокружностей, орнаментированная зона отделена налепным валиком с насечками. На некоторых сосудах нанесены тонкие валики, уложенными по контору геометрическими фигурами — треугольника и овала. Другая часть имеет мощный венчик, отогнутый наружу, орнаментированный «личиночным» орнаментом и круглыми глубокими ямками-вдавлениями, ножки у сосуда толстые, сплошные. Также в культурном слое был обнаружен фрагмент ножа на пластинчатом снятии зелёной яшмы с дорсальной краевой обработкой лезвия. По находкам слой относится к бронзовому веку — 3,3—2,8 тыс. лет назад.
Третий культурный горизонт содержит редкие находки кострищ. Археологические материалы не обнаружены, за исключением нескольких мелких фрагментов гладкостенной керамики, жжёной и битой неопределимой кости. Датировка из-за малочисленности находок затруднена, по стратиграфической позиции горизонт можно датировать временем ранней бронзы — 3,3—3,8 тыс. лет назад.
Четвёртый культурный горизонт представлен находками тонкостенной керамики с отпечаткам «сетки-плетёнки», пластинчатых призматических снятий с торцового микронуклеуса, бифасиально обработанного вкладыша и мелкими фрагментами кости. Четвёртый культурный слой определяется неолитическим временем — временем голоценового оптимума: 6—4,5 тыс. лет назад.

## Могильники
Неподалёку от поселения в 1990—1991 годах было раскопано несколько могильников. Первый культурный горизонт поселения соотносится с поздним этапом существования плиточных могил, по предположению Л. В. Лбовой — в хуннское время. В могиле № 1 обнаружено наличие керамики, которая идентична керамическим находкам из второго культурного горизонта. В погребальном инвентаре присутствует четырёхгранная бронзовая игла длиной 4,8 см с маленьким ушком, остатки бронзового ножа, остатки амулета из офикальцита — подвеска с биконическим отверстием, клык кабана и оселок. Обломок ножа представлен верхней частью рукоятки клиновидного сечения со скошенной спинкой, вверху немного утолщён, литьё некачественное, с раковинами по поверхности, внутри на изломе большая газовая полость, из-за которой, скорее всего, нож и сломался. Исследования, проведённые в лаборатории ИА АН СССР, показали в сплаве наличие мышьяковистой бронзы при изготовлении иглы и ножа. Погребение № 6 расположен в центральной части могильника, в 1 км на запад от поселения, находки аналогичны с керамикой из первого культурного горизонта — имеются предметы из железа (сферическая подвеска с петелькой).
Могильник-1 и могильник-2 состоят на государственной охране в соответствии с Постановлением Правительства Республики Бурятия № 242 от 9 июля 1996 года.
В едином государственном реестре объектов культурного наследия (памятников истории и культуры) народов Российской Федерации приказом Министерства культуры РФ № 110735-р от 3 октября 2017 года могильник-1 зарегистрирован как объект культурного наследия федерального значения «Новая Брянь. Могильник — I. Каменка (п. 1-3)», с присвоением ему регистрационного номера 031741020360006.
В едином государственном реестре объектов культурного наследия (памятников истории и культуры) народов Российской Федерации приказом Министерства культуры РФ № 111516-р от 3 октября 2017 года могильник-2 зарегистрирован как объект культурного наследия федерального значения «Новая Брянь. Могильник — II. Озерный», с присвоением ему регистрационного номера 031741020350006.

## Комментарии
1. ↑  Некоторые исследователи в своих публикация использовали название «Евсеева Гора» для указания поселения, по наименованию одноименного холма, возле которого оно находилось. Например, такое наименование использовал П. Б. Коновалов в книге «Памятники археологии» 2011 года
2. ↑  Добавка, уменьшающая пластичность глины.
3. ↑  Составляющая часть осадочных горных пород и почв, представленная остатками растений и животных[7].